# 普德利夫齊
48°43′30″N 26°32′31″E / 48.72500°N 26.54194°E
普德利夫齊（烏克蘭語：Пудлівці），是烏克蘭的村落，位於該國西部赫梅利尼茨基州，由卡緬涅茨-波多利斯基區負責管轄，始建於1460年，面積1.52平方公里，2001年人口785。